# ۹۳۶ (خورشیدی)
۹۳۶ نهصد و سی و ششمین سال هجری خورشیدی است.